# کازا ایر سرویس
کازا ایر سرویس (به انگلیسی: Casa Air Service) یک شرکت هواپیمایی است که در ۱۹۹۵ میلادی تأسیس شده‌است. دفتر مرکزی کازا ایر سرویس در کازابلانکا، مراکش واقع شده‌است و قطب این شرکت هواپیمایی در فرودگاه بین‌المللی محمد پنجم قرار دارد.